# Bangkok Bank FC
Bangkok Bank Football Club was een Thaise voetbalclub uit Bangkok. De club had een duidelijke link met Bangkok Bank, een van de grootste commerciële banken in Thailand.

## Geschiedenis
Bangkok Bank FC werd twaalf keer landskampioen. Elf van die twaalf titels veroverde het via de Kor Royal Cup, de laatste titel werd behaald in het eerste seizoen van de huidige Thai League 1. Bangkok Bank FC was dus de eerste kampioen in de huidige Thaise competitieformule. Bangkok Bank FC nam tien keer deel aan de AFC Champions League, met als beste resultaat de tweede ronde in 1967 en 1994/95. Het nam ook eenmaal deel aan de Aziatische beker voor bekerwinnaars, waar het in het seizoen 1999/00 derde werd na een gewonnen troostfinale tegen Navbahor Namangan uit Oezbekistan.
In 2008 hield de club op te bestaan.

## Gewonnen prijzen
Nationaal
- Landskampioen
  - Winnaar (12): 1964, 1966, 1967, 1969, 1970, 1981, 1984, 1986, 1989, 1994, 1996, 1997
- Beker van Thailand
  - Winnaar (4): 1980, 1981, 1998, 1999
- Queen's Cup
  - Winnaar (3): 1970, 1983, 2000

## Bekende ex-spelers
- Tawan Sripan